# Kabinet-Loubet
Dit artikel geeft een overzicht van alle ministers die actief waren tijdens de regeerperiode van kabinet-Loubet.

## Kabinet-Loubet (27 februari1892–6 december1892)
- Émile Loubet - Premier en minister van Binnenlandse Zaken
- Alexandre Ribot - Minister van Buitenlandse Zaken
- Charles de Freycinet - Minister van Oorlog
- Maurice Rouvier - Minister van Financiën
- Louis Ricard - Minister van Justitie en Kerkelijke Zaken
- Jules Roche - Minister van Handel, Industrie en (tot 8.3.1892) Koloniën
- Godedroy Cavaignac - Minister van Koloniën
- Godefroy Cavaignac - Minister van Marine
- Léon Bourgeois - Minister van Onderwijs en Schone Kunsten
- Jules Develle - Minister van Landbouw
- Yves Guyot - Minister van Openbare Werken